# ایوان مصلی
ایوان مصلی مربوط به اواسط دوره قاجار است و در شهرستان گناباد، ابتدای خیابان شهید غفاری واقع شده و این اثر در تاریخ ۲۵ اسفند ۱۳۸۰ با شمارهٔ ثبت ۵۱۴۲ به‌عنوان یکی از آثار ملی ایران به ثبت رسیده است.